# Мерсье, Аньес
Анье́с Мерсье́ (фр. Agnès Mercier; род. XX век) — французская кёрлингистка и тренер по кёрлингу.
В составе женской сборной Франции участница семи чемпионатов мира (лучшее занятое место — пятое) и шести чемпионатов Европы (лучшее занятое место — четвёртое). Также участница демонстрационного турнира по кёрлингу на зимних Олимпийских играх 1988 (женская сборная Франции заняла восьмое место). Пятикратная чемпионка Франции среди женщин.
Играла в основном на позициях третьего и четвёртого. Многократно была скипом команды.

## Достижения
- Чемпионат Франции по кёрлингу среди женщин: золото (1971, 1974, 1986, 1987, 1988)[3].

## Команды
| Сезон   | Четвёртый       | Третий        | Второй          | Первый             | Турниры                                     |
| ------- | --------------- | ------------- | --------------- | ------------------ | ------------------------------------------- |
| 1979—80 | Полетт Сюльпис  | Аньес Мерсье  | Югетт Жюльен    | Анн-Клод Волферс   | ЧМ 1980 (6 место)                           |
| 1981—82 | Югетт Жюльен    | Аньес Мерсье  | Полетт Сюльпис  | Анн-Клод Кеннерсон | ЧЕ 1981 (5 место)                           |
| 1981—82 | Югетт Жюльен    | Аньес Мерсье  | Полетт Сюльпис  | Ева Дювилляр       | ЧМ 1982 (6 место)                           |
| 1982—83 | Югетт Жюльен    | Аньес Мерсье  | Полетт Сюльпис  | Моник Турнье       | ЧЕ 1982 (5 место) ЧМ 1983 (5 место)         |
| 1983—84 | Югетт Жюльен    | Аньес Мерсье  | Моник Турнье    | Полетт Сюльпис     | ЧЕ 1983 (6 место)                           |
| 1983—84 | Югетт Жюльен    | Аньес Мерсье  | Андре Дюпон-Рок | Полетт Сюльпис     | ЧМ 1984 (7 место)                           |
| 1986—87 | Андре Дюпон-Рок | Аньес Мерсье  | Катрин Лефевр   | Анник Мерсье       | ЧЕ 1986 (5 место)                           |
| 1986—87 | Анник Мерсье    | Аньес Мерсье  | Андре Дюпон-Рок | Катрин Лефевр      | ЧМ 1987 (8 место)                           |
| 1987—88 | Аньес Мерсье    | Анник Мерсье  | Андре Дюпон-Рок | Катрин Лефевр      | ЧЕ 1987 (4 место)                           |
| 1987—88 | Анник Мерсье    | Аньес Мерсье  | Андре Дюпон-Рок | Катрин Лефевр      | ЗОИ 1988 (демо) (8 место) ЧМ 1988 (8 место) |
| 1988—89 | Аньес Мерсье    | Анник Мерсье  | Андре Дюпон-Рок | Катрин Лефевр      | ЧЕ 1988 (10 место)                          |
| 1988—89 | Аньес Мерсье    | Катрин Лефевр | Анник Мерсье    | Андре Дюпон-Рок    | ЧМ 1989 (6 место)                           |

(скипы выделены полужирным шрифтом)

## Результаты как тренера национальных сборных
| Год  | Турнир                            | Сборная           | Место |
| ---- | --------------------------------- | ----------------- | ----- |
| 2000 | Чемпионат Европы по кёрлингу 2000 | Франция (женщины) | 8     |

## Частная жизнь
Представитель семьи кёрлингистов: её дочь Анник Мерсье — многократная чемпионка Франции, вместе с Аньес участвовала в кёрлинг-турнире на Зимних Олимпийских играх 1988, многократно выступала на чемпионатах мира и Европы; сын Тьерри Мерсье —  многократный чемпион Франции, участник кёрлинг-турнира на Зимних Олимпийских играх 1992, чемпионатов мира и Европы, тренер.